# Pierre Habert
Pour les articles homonymes, voir Habert.
 Pierre Habert est un maître écrivain français, actif à la fin du XVIe siècle.

## Biographie

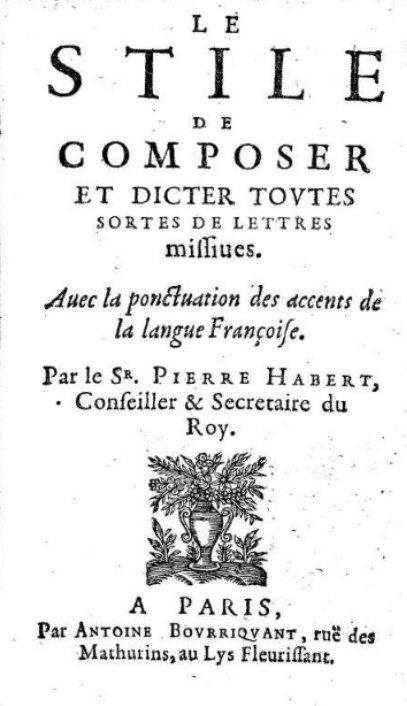
Le Stile de composer... (Paris : 1559).

Il naît à Issoudun en Berry, et est le frère du poète François Habert. Il est le père de Isaac Habert et de Suzanne Habert, littérateurs, et meurt vers 1597.
Il fut Valet de chambre du roi, Conseiller du roi et Secrétaire de sa Chambre ; quelques autres charges montrent qu'il a su faire son chemin dans l'administration royale. En 1548, il achète la ferme Esternes, qu'il aménage en une demeure, plus vaste, flanquée de deux tourelles et d'un pont levis. Son petit-fils Isaac Habert, lui succédera et deviendra seigneur des Ternes. Fief érigé par Louis XIII.
Notamment, il est pourvu le 1er avril 1582 d'une charge de conseiller secrétaire du roi, Maison et Couronne de France, par la résignation de Jean-Jacques Rome. Le 31 mars 1586, il résigne sa charge en faveur de son fils Isaac Habert, à condition de survivance.
Il a été écrit qu'il avait tracé les modèles des caractères de civilité taillés et fondus par Robert Granjon en 1557, mais ce point n'est pas assuré.

## Publications
- Le Stile de composer et dicter toutes sortes de lettres missives, avec la ponctuation des accens de la langue françoise…. Paris : Antoine Bourriquant, 1559. 4°. Numérisé par München BSB.
- Le Moyen de promptement & facilement apprendre en lettre françoise, à bien lire, prononcer & écrire; ensemble la manière de prier Dieu, en toutes nécessitez. Paris : s. n., 1559. Numérisé par München BSB. Rééditions :
  - Paris : Robert Granjon, c. 1573 (malgré la dédicace de Pierre Habert à Marguerite de Valois datée du 3 décembre 1558, Paris BNF), 8°, 28 p. Voir Jimenes 2011 p. 30.
  - Paris : Jehan Charron, 1574 (Douai BM).
- Instruction et secrets de l'art d'escriture... [en vers]. Paris : 1569. 16°.
- Le Chemin de bien vivre et miroir de vertu, Contenant plusieurs belles histoires, & sentences moralles, par quatrains & distiques, le tout par Alphabet. Avec le Stille de composer toutes sortes de lettres missives, quittances & promesses. La ponctuation & accent de la langue Françoise. L'instruction & secrets de l'art d'escripture. Propre pour tous peres de familles, Escrivains, & precepteurs de la Jeunesse. Paris : Claude Micart, 1568. Souvent réédité jusque vers 1620, notamment à Rouen, avec parfois un titre inversé : Le Miroir de vertu et chemin de bien vivre…. La seconde partie reprend la matière du Stile de composer… de 1559 et celle de L'Instruction et secrets de 1569.

Pierre Habert est également l'auteur d'autres ouvrages axés sur l'éducation des princes :
- Traicté du bien et utilité de la paix et des maux provenans de la guerre… au roy… Charles neufiesme… Paris : Claude Micard, 1568. 8°, [80] p. Réédité ou réémis en 1570. Réimprimé en 1590 à Tours par Jamet Mettayer (Paris, Ars.)
- Le Moyen de bien régner et de bien maintenir la paix. Au roy Charles IX. Paris : 1568. 4°.